# Хундипеа (порт)
Порт Ху́ндипеа  (эст. Hundipea sadam — порт Волчьей головы, код: EEHUN), ранее Гидрографи́ческая гавань (эст. Hüdrograafiasadam) и Кабота́жная гавань (эст. kabotaažisadam) — морской порт в Таллине, Эстония. Расположен на берегу Таллинского залива, на полуострове Хундипеа. Территория порта — 6,2 га. Позывные: 68 канал МВ, «Paljassaare». Владелец порта — Государственный флот Эстонии. Официальный адрес порта: ул. Луме, 9, Таллин.

## История порта

### В Российской империи
В 1909 году в Российской империи была принята программа развития Императорского флота. Законодательным актом российского правительства от 8 декабря 1911 года Ревель был объявлен главным городом-базой военно-морского флота. Здесь было решено построить три крупные верфи. Ими стали завод «Ноблесснер» (будущий Таллинский морской завод), судостроительный завод Беккера и Русско-Балтийский судостроительный завод (будущий Балтийский судоремонтный завод).
29 июня (12 июля) 1912 года в Ревеле прошла церемония закладки краеугольного камня в строительство порта Петра Великого с участием императора Николая Второго. Сейчас это место известно как Екатериненский мол (мол Катарийны). Торжественные мероприятия продолжались в городе несколько дней.
Нынешний порт Хундипеа, как гавань технического обслуживания российской военно-морской базы и часть возводимого порта Императора Петра Великого, запланировали построить на северо-западной оконечности полуострова Хундипеа. Часть южного побережья Таллинского рейда к востоку от полуострова Хундипеа была отведена под порт минного флота (ныне — Минная гавань), западная часть до безлюдного полуострова Тюкипеалсе — для судоремонтного порта (ныне порты Пальяссааре и Лахесуу). Когда в 1912 году началось строительство порта, вырос спрос на дноуглубительные суда. Их отправили из Санкт-Петербурга. Всего в порту работало около 20 дноуглубительных судов. Образованные ими караваны дали порту народное название Караванная гавань.
Во времена существования Ревельской военно-морской базы в Караванной гавани (ныне улица Луме, 7) были построены механическая мастерская с бетонной крышей и кузнечная мастерская. В настоящее время они частично используются в качестве складов. Вследствие Октябрьской революции 1917 года строительство порта Императора Петра Великого завершено не было.

### В Советской Эстонии
На советских топографических картах порт обозначен как Гидрографическая гавань и Каботажная гавань. Порт находился в ведении Гидрографической службы Советского Союза.

### В Эстонской республике
В Эстонской республике владельцем порта стал Государственный флот Эстонии. На эстонских топографических картах название порта Хундипеа появляется в 1994 году (50T, 1:50 000). Официально это название было утверждено 26 февраля 1998 года Дорожным департаментом Эстонии.
В 2007 году был разработан структурный план микрорайона Пальяссааре. Наряду с развитием недвижимости на территории порта Пальяссааре было также предусмотрено создание нового городского района у порта Хундипеа. Разработка комплексного плана развития будущего Хундпипеа была начата в 2020 году на основе концепции так называемого «15-минутного города», который представляет собой городское пространство с сетью пешеходных и велосипедных дорожек и эффективной системой общественного транспорта и включает в себя наличие сферы услуг, рабочих мест, школы и детского сада, расположенных на расстоянии, которое человек может пройти за четверть часа пешком или проехать на велосипеде. Такая целостная и отлаженная система повышает качество жизни людей, способствует деятельности предприятий и сокращению выбросов углекислого газа. Начало строительных работ намечено на 2026 год, завершение создания нового района запланировано на 2045 год.

## Описание порта
Территория порта составляет 61 818 м², площадь акватории — 40 039,07 м². Навигационный период — с 1 января по 31 декабря. Обслуживаемые суда: ледоколы, гидрографические суда.
Поскольку для входа и выхода из порта Хундипеа используется общий с портом Пальясааре судоходный путь, капитан судна должен согласовать вход и выход из порта Хундипеа с диспетчерским центром порта Пальясааре за 15 минут до поворота на судоходный путь или выхода из него.

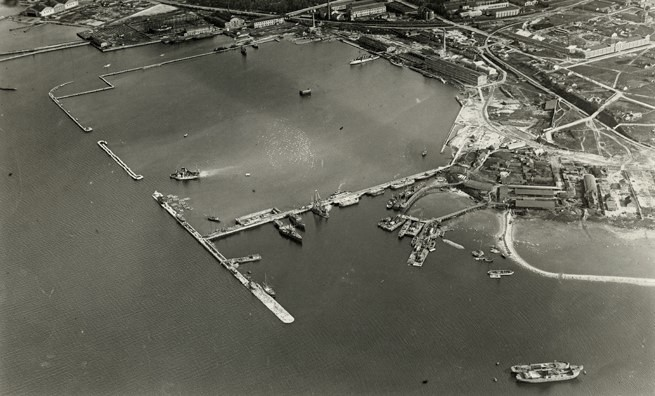
В нижней части снимка — порт Хундипеа, выше — порт Мийнисадам (Минная гавань), 1923 год

Технические данные порта согласно Регистру портов Эстонии:
- общий тоннаж судна — 7500 тонн и более;
- наибольшая длина судна — 130 м;
- наибольшая ширина судна — 30 м;
- наибольшая осадка судна — 8 м;
- наименьшая ширина судового хода — 100 м;
- наименьшая глубина судового хода — 5 м.

Порт имеет 10 причалов, из них 9 — стационарные и один — плавучий:
| Наименование причала | Тип причала  | Глубина у причала, м | Длина причала, м |
| -------------------- | ------------ | -------------------- | ---------------- |
| № 1                  | стационарный | 4,1                  | 31,8             |
| № 2                  | стационарный | 8,5                  | 150              |
| № 3                  | стационарный | 5,1                  | 30               |
| № 4                  | стационарный | 5,6                  | 140              |
| № 5                  | стационарный | 5,3                  | 124              |
| № 6                  | стационарный | 4,1                  | 221              |
| № 7                  | стационарный | 4,5                  | 14               |
| № 8                  | стационарный | 5,6                  | 81               |
| № 9                  | стационарный | 7,2                  | 100              |
| № 10                 | плавучий     | 5,4                  | 12               |